# António Luís Serrão de Carvalho
António Luís Serrão de Carvalho (Mértola, 12 de Abril de 1864 — Penela, 10 de Novembro de 1946) foi um oficial do Exército Português, onde atingiu o posto de coronel, que exerceu as funções de governador civil do Distrito da Horta (de 24 de Maio de 1915 a 4 de Março de 1916).